# Arturo Sandoval
Arturo Sandoval (Artemisa, 6 de Novembro de 1949) é um trompetista e pianista de jazz cubano.
Arturo Sandoval (nascido em 6 de novembro de 1949) é um trompetista, pianista, timbalero e compositor de jazz cubano-americano . Enquanto vivia em sua Cuba natal, Sandoval foi influenciado pelos músicos de jazz Charlie Parker , Clifford Brown e Dizzy Gillespie. Em 1977 conheceu Gillespie, que se tornou seu amigo e mentor e o ajudou a desertar de Cuba durante uma turnê com a Orquestra das Nações Unidas. Sandoval tornou-se cidadão americano naturalizado em 1998. Sua vida foi tema do filme For Love or Country: The Arturo Sandoval Story (2000) estrelado por Andy García.
Sandoval ganhou 10 prêmios Grammy ,3 prêmios Billboard e um Emmy . Ele se apresentou na Casa Branca  e no Super Bowl.
Em 20 de novembro de 2013, o presidente Barack Obama presenteou Sandoval com a Medalha Presidencial da Liberdade.

## Vida e Carreira
Sandoval nasceu em uma família pobre em Artemisa , um pequeno vilarejo na província de Havana, Cuba . Começou a tocar música aos treze anos na banda da aldeia, aprendendo noções básicas de teoria musical e percussão . Depois de tocar muitos instrumentos, finalmente se acomodou no trompete, tocando com músicos de rua. Em 1964, Sandoval matriculou-se na Escola Nacional de Artes de Cuba, onde teve aulas de trompete clássico durante três anos e conquistou um lugar na banda nacional de estrelas do país. Ajudou a fundar a Orquestra Cubana de Música Moderna, que se tornou a banda Irakere em 1973. Fez uma turnê mundial com seu próprio grupo em 1981. No ano seguinte fez uma turnê com Dizzy Gillespie, que se tornou seu amigo e mentor. De 1982 a 1984, foi eleito o Melhor Instrumentista de Cuba e foi artista convidado das Orquestras Sinfônicas da BBC e de Leningrado.
Em 1989, Gillespie convidou Sandoval para fazer parte da Orquestra das Nações Unidas. Durante uma viagem com este grupo, Sandoval visitou a Embaixada Americana em Atenas, Grécia, acompanhado por Gillespie que o ajudou no seu plano de desertar de Cuba. Ele se tornou cidadão americano em 7 de dezembro de 1998. 
Sandoval tocou jazz latino com Paquito D'Rivera , Tito Puente e Chico O'Farrill, e elevou a música cubana em Miami. Também tocou música clássica na Inglaterra e Alemanha. Na década de 1990, foi membro da GRP All-Star Big Band . 
Em 2014, Sandoval se apresentou no Eastman Theatre com Zane Musa , Dave Siegel , Teymur Phel, Johnny Friday e Armando Arce. 
Ele lecionou na Florida International University e na Whitworth University , onde é responsável pelo conjunto de jazz.  Ele se apresentou com a Filarmônica de Los Angeles , a Sinfônica de Pittsburgh e várias outras Orquestras Sinfônicas Nacionais. Em 1996, Sandoval foi contratado pelo Kennedy Center Ballet para compor a trilha sonora de Pepito's Story, um balé baseado no livro de Eugene Fern e coreografado por Debbie Allen. Sandoval também compôs um concerto clássico para trompete que executou e gravou com a Orquestra Sinfônica de Londres.

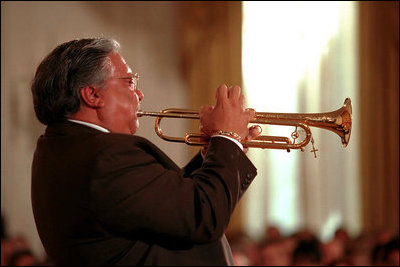
Sandoval na Sala Leste da Casa Branca, comemorando o Mês da Herança Hispânica

## Prêmios e homenagens
A trilha sonora de Sandoval para um filme sobre sua vida ganhou um prêmio Emmy.  Suas composições e performances podem ser ouvidas em The Mambo Kings , que foi indicado ao Grammy em 1992 de Melhor Composição Instrumental Escrita para Filme ou Televisão. 
Sua canção "A Mis Abuelos" (To My Grandparents) recebeu indicações ao Grammy de Melhor Composição Instrumental e Melhor Arranjo. Esta composição apareceu em seu álbum Danzon , vencedor do Grammy . 
Em 20 de novembro de 2013, o presidente Barack Obama presenteou Sandoval com a Medalha Presidencial da Liberdade. 

## Outros trabalhos
Em 2015, Arturo Sandoval juntou-se ao painel de jurados do 14º Independent Music Awards anual para auxiliar na carreira de músicos independentes.  Ele também foi jurado do 10º,  12º  e 13º Independent Music Awards. 

## Discografia

### Como líder
- Turi (Areito, 1981)
- Arturo Sandoval e Su Grupo (Areito, 1982)
- Para uma estação na Finlândia com Dizzy Gillespie ( Pablo , 1982)
- Quebrando a barreira do som (Chicago Caribe, 1983)
- Tumbaito (Messidor, 1986)
- Sem problema (Jazz House, 1987)
- Em Frente (Jazz House, 1988)
- Peças para os Pandas (Cocoral, 1988)
- Apenas Música (Jazz House, 1989)
- Arturo Sandoval (Areito, 1991)
- Voo para a Liberdade (GRP, 1991)
- Eu me lembro de Clifford (GRP, 1992)
- Sonho que se torna realidade (GRP, 1993)
- Danzón (GRP, 1994)
- O Álbum Clássico (RCA Victor, 1994)
- Arturo Sandoval e o Trem Latino (GRP, 1995)
- Balançando (GRP, 1996)
- Hot House ( N-Codificado , 1998)
- Americana (N-Codificado, 1999)
- Los Elefantes com Wynton Marsalis (In-akustik, 1999)
- Por amor ou pela pátria: a história de Arturo Sandoval (Atlântico, 2000)
- Jam Miami (Concord, 2000)
- Casa de Jazz de Ronnie Scott (DCC, 2000)
- Reuniões de LA (CuBop, 2001)
- Minha paixão pelo piano (Columbia, 2002)
- Evolução da trombeta (Columbia, 2003)
- Ao Vivo no Blue Note (Meia Nota, 2005)
- Palácio da Rumba ( Telarc , 2007)
- Noites de Mambo (2009)
- Um tempo para o amor (Concord Jazz, 2010)
- Dear Diz (Every Day I Think of You) (Concord Jazz, 2012)
- Em Middleton (Perseverança, 2014)
- Ao vivo na casa do Yoshi (Alfi, 2015)
- Duetos finais (Universal, 2018)
- Natal em Notre Dame (2018)
- Ritmo e Alma (MetaJAX, 2022)

### Como acompanhante
Com Willy Chirino
- Oxigênio (Sony, 1991)
- Praia Sul (Sony, 1993)
- Cuba Livre (Sony, 1998)

Com Ed Calle
- DoubleTalk (Colômbia, 1996)
- Sunset Harbor (Concord 1999)
- Crepúsculo (Concórdia, 2001)
- 360 (Mojito, 2016)

Com a Big Band GRP All-Star
- GRP All-Star Big Band (GRP, 1992)
- Dave Grusin apresenta GRP All-Star Big Band ao vivo! (GRP, 1993)
- Todos os azuis (GRP, 1995)

Com Dave Grusin
- Havana (GRP, 1990)
- O Álbum Orquestral (GRP, 1994)
- Corações Aleatórios (Sony, 1999)
- Uma noite com Dave Grusin (Atenção, 2011)

Com Irakere
- 3 1/2 (BASF, 1976)
- Chekere Cuba (Amor 1977)
- Irakere (Areito, 1978)
- Chekere Filho (JVC, 1979)
- 2 (Colômbia, 1979)
- Cuba Livre (JVC, 1980)
- Morar na Suécia (Um Disco, 1981)
- El Coco (JVC, 1982)

Com outros
- Albita , Dicen Que... (Épico, 1996)
- David Amram , Havana/Nova York (Peixe Voador, 1978)
- Paul Anka , Amigos (Colômbia, 1996)
- Paul Anka, Um Corpo de Obra (Épico, 1998)
- Ricardo Arjona , Galeria Caribe (Épico, 2000)
- Luis Eduardo Aute , 20 Canciones De Amor y Un Poema Desesperado (Ariola, 1986)
- Regina Belle , Paixão (Colômbia, 1992)
- Eric Benet , Eric Benet (BMG, 2016)
- Tony Bennett , Duetos II (Colômbia, 2011)
- Latão Canadense , Noel (RCA Victor, 1994)
- Vikki Carr , Memórias, Memórias (Universal, 1999)
- John , Ske-Dat-De-Dat (Concord, 2014)
- Paquito D'Rivera , Reunião (L'Escalier 1991)
- Candy Dulfer , O que é necessário (N-Coded, 1999)
- Gloria Estefan , Dentro da Luz (Épico, 1991)
- Gloria Estefan, Mi Tierra (Épico, 1993)
- Kurt Elling , Passion World (Concord Jazz, 2015)
- Pete Escovedo , Ao vivo de Stern Grove (Concord Jazz, 2013)
- Alejandro Fernández , Confidências (Universal, 2013)
- Kenny G , finalmente... o álbum de duetos (Arista, 2004)
- David Garrett , Música (Decca, 2012)
- Lucho Gatica , Historia De Un Amor (Universal, 2013)
- Dizzy Gillespie , Gillespie en Vivo (Areito, 1985)
- Dizzy Gillespie, ao vivo no Royal Festival Hall (Enja, 1990)
- Josh Groban , Tudo Isso Ecoa (Reprise, 2013)
- Ruben Gonzalez , Suena El Piano Ruben Grandes Solos (Egrem, 2009)
- Gordon Goodwin , Balançando pelas Cercas (Silverline, 2000)
- George Gruntz , Sins'n Wins'n Funs (TCB, 1996)
- Henri Guedon , Templo Afro (Le Chant Du Monde, 1984)
- David Hickman , Trumpet Fiesta (Cimeira, 2011)
- Alicia Keys , O Diário de Alicia Keys (J 2004)
- Michel Legrand , Michel interpreta Legrand (LaserLight, 1994)
- Beenie Man , Arte e Vida (Virgem, 2000)
- Junior Mance , ManceSolid, (claro-escuro, 2018)
- Martika , Cozinha de Martika (Columbia, 1991)
- Ricky Martin , Sound Loaded (Columbia, 2000)
- Johnny Mathis , como você mantém a música tocando? (Colômbia, 1993)
- Luis Miguel , Mis Romances (WEA, 2001)
- TS Monk , Monk On Monk (codificado em N2K, 1997)
- James Moody , Festa de Moody (Telarc, 1995)
- Azucar Moreno , Esclava de tu Piel (Épico, 1996)
- Azucar Moreno, Ole (Épico, 1998)
- Mouskouri , Nana Latina (Mercúrio, 1996)
- Alphonse Mouzon , Cara de Anjo (Tenaz, 2011)
- Billie Myers , Dores de Crescimento (Universal, 1997)
- Chico O'Farrill , Coração de uma Lenda (Milestone, 1999)
- Ole Ole , Al Descubierto (Hispavox, 1992)
- Johnny Pacheco , Entre Amigos (Bronco, 2005)
- Jorge Luis Prats , Suíte Toot (Areito, 1986)
- Os Rippingtons , Diamante Negro (Windham Hill/Peak, 1997)
- Danny Rivera , Tiempo Al Tiempo (Colômbia, 1992)
- Lourdes Robles , Amanecendo En Ti (Sony, 1993)
- Alejandro Sanz , Sirope (Universal, 2015)
- Alfredo Sadel , Alfredo Sadel em Cuba (BASF, 1978)
- Poncho Sanchez , Blues Psicodélicos (Concord, 2009)
- Gilberto Santa Rosa , A Dos Tiempos De Un Tiempo (Sony, 1992)
- Jimmy Scott , Eu Volto para Casa (Eden River, 2016)
- Jon Secada , Si Te Vas (SBK, 1994)
- Jon Secada, Secada (SBK, 1997)
- Alan Silvestri , Clean Slate (Caixa de Música da Família Perez 2013)
- Frank Sinatra , Duetos (Capitólio, 2013)
- Rod Stewart , Conforme o tempo passa (J/BMG, 2003)
- Rod Stewart, Tinha que ser você (J/BMG, 2002)
- Billy Taylor , Taylor Feito no Kennedy Center (Kennedy Center, 2005)
- Diego Torres , Tal Cual Es (BMG, 1999)
- Juan Pablo Torres , Pepper Trombone (RMM/TropiJazz, 1997)
- Juan Pablo Torres, Juntos Novamente (Pimenta 2002)
- Dave Valentin , Sol Vermelho (GRP, 1993)
- Chris Walden , completo! (Origem, 2014)
- Ernie Watts , Alcançando (JVC, 1994)
- Randy Waldman , Wigged Out (Whirlybird, 1998)
- Randy Waldman, Super-heróis (BFM, 2018)
- Arturo Sandoval e Kiwzo Fumero , Baby Grand, (CD Baby, 2022)

## Filmografia
- 1985: Vampiros em Havana
- 1987: Uma Noite em Havana: Dizzy Gillespie em Cuba
- 1990: Dizzy Gillespie e a Orquestra das Nações Unidas
- 1993: GRP All-Star Big Band ao vivo
- 1995: Lava Lava!
- 1996: Sr. Errado
- 1996: A Família Perez
- 2000: Por amor ou pela pátria: a história de Arturo Sandoval
- 2000: Nocaute
- 2001: 61*
- 2010: Águas Sagradas
- 2011: Cuba do Oscar
- 2013: 1000 para 1
- 2013: Anteguerra
- 2013: Em Middleton
- 2013: Natal em Conway
- 2013: A Ressurreição de Malco
- 2013: Fio apertado
- 2015: Crianças Desfavorecidas
- 2018: A Mula
- 2019: Richard Jewell